# Smok latający
Smok latający, drako latający (Draco volans) – gatunek jaszczurki z rodziny agamowatych (Agamidae).
Jest gatunkiem typowym rodzaju Draco. Dawniej gatunek ten był szeroko ujmowany i zaliczano do niego populacje występujące w Azji Południowo-Wschodniej – na Filipinach, Borneo, Sumatrze i innych wyspach Indonezji, a także w Malezji, Singapurze, Tajlandii i Wietnamie. Z biegiem lat taksony uznawane dawniej za jego podgatunki zyskały jednak rangę odrębnych gatunków, są to: D. boschmai, D. cornutus, D. cyanopterus, D. guentheri, D. ornatus, D. reticulatus, D. spilopterus, D. sumatranus i D. timoriensis. Po tych zmianach w taksonomii D. volans jest obecnie gatunkiem monotypowym, a jego zasięg występowania jest ograniczony do indonezyjskich wysp Jawa i Bali.
Zamieszkuje lasy tropikalne i plantacje kauczuku. Prowadzi nadrzewny tryb życia.
Smok latający osiąga długość 19–22 cm. Pomiędzy wydłużonymi żebrami rozpięte są płaty skóry umożliwiające jaszczurce szybowanie z gałęzi na gałąź na odległość mogącą przekraczać 15 m. Przeważnie przylegają one do ciała, jednak w razie potrzeby smok może je rozłożyć. Podczas lotu potrafi skręcać, a nawet zawracać i lądować ponownie na drzewie, z którego wystartował.
Draco volans żywi się głównie owadami, zwłaszcza mrówkami i termitami, a także pająkami. Smoki składają od jednego do pięciu jaj, które zakopują w ziemi.